# Luběnice
Luběnice (deutsch Lubienitz, 1939–1945 Lubenitz) ist eine Gemeinde in Tschechien. Sie liegt zehn Kilometer westlich des Stadtzentrums von Olomouc und gehört zum Okres Olomouc.

## Geographie
Luběnice befindet sich im Westen der Obermährischen Senke (Hornomoravský úval) und wird vom Bach Zlatá stružka durchflossen. Südwestlich des Dorfes verläuft die Bahnstrecke Červenka – Prostějov, die nächste Bahnstation ist Slatinice.
Nachbarorte sind Těšetice und Vojnice im Norden, Ústín im Nordosten, Topolany und Hněvotín im Osten, Lutín im Südosten, Heneberk und Třebčín im Süden, Slatinice im Südwesten, Drahanovice und Nová im Westen sowie Náměšť na Hané, Loučany und Rataje im Nordwesten.

## Geschichte
Nach verschiedenen Quellen soll zu Zeiten Herzog Břetislavs I. im Jahre 1045 an der Zlatá stružka ein Hof gestanden sein, der einem Ješek von Luběn gehört haben soll. Zwischen 1247 und 1253 ließ Markgraf Ottokar II. Přemysl den Wasserlauf im Sumpf der Blata regulieren. An dem so entstandenen Bach erbaute die Stadt Olmütz eine steinerne Mühle, die zugleich dem Schutz des Weges von Olmütz nach Prag und der Furt durch die Blata diente. Nachdem die Mühle später abgebrannt war, erhielt sie den Namen Spálenec.
Die erste urkundliche Nachricht über Lubenicz stammt aus dem Jahre 1297. Das aus einigen hölzernen Chaluppen bestehende Dorf befand sich offenbar nordöstlich des heutigen Ortes an der Blata. Im Jahre 1365 wurde das Dorf als Lybnowicz, ab 1377 als Libenicz und Lybenicz, ab 1398 als Libenice und 1418 als Lybyenicz bezeichnet. Bis zum 16. Jahrhundert gehörte das Dorf verschiedenen Vladiken. Im Jahre 1504 kaufte die Stadt Olmütz Libenicz. Zu Beginn des 17. Jahrhunderts erwarb der Olmützer Bürger Andrýsek von der Stadt vier Halbhuben und drei Chaluppen, die er zur Unterhaltung des Jesuitenseminars stiftete. Während des Dreißigjährigen Krieges schlugen die Schweden 1642 zwischen Luběnice, Slatinice und Lutín ein kaiserliches Heer. An die Massengräber auf dem Schlachtfeld erinnern heute Bildstöcke. Die Matriken werden seit 1651 in Těšetice geführt. Weitere Namensformen waren Libonice (1562), Liběnice, Loběnice, Luběnice (1606), Lubincz (1609), Libnitz, Lubenitz, Lubnitz (ab 1655), Lübenitz (1656), Lubienitz, Luběnitz (ab 1720), Lubincz (1765) und Lubienitium (1771). Die Jesuiten hielten ihren Anteil bis zur Aufhebung des Ordens im Jahre 1773. 1777 brannte der gesamte Ort nieder. Im Jahre 1778 hatte Lubienitz etwa 300 Einwohner und bestand schließlich neben der Haarmühle (Spálenec) aus 39 Gebäuden. 1835 war das Dorf auf 49 Häuser angewachsen. Die Mühle Spálenec befand sich bis ins 19. Jahrhundert im Besitz des Olmützer Rates. Bis zur Mitte des 19. Jahrhunderts blieb das Dorf immer der Stadt Olmütz untertänig.
Nach der Aufhebung der Patrimonialherrschaften bildete Luběnice/Lubienitz ab 1850 eine Gemeinde in der Bezirkshauptmannschaft Olmütz. Die Bewohner des Dorfes lebten von der Landwirtschaft. 1868 brannten 16 Häuser und 13 Stadel nieder. Im Jahre 1892 bildete sich eine Freiwillige Feuerwehr. Luběnice bestand im Jahre 1900 aus 75 Häusern, 1921 waren es 88. Bei der 1925 durchgeführten Regulierung der Blata wurde die Mühle Spálenec abgetragen. 1921 wurde die Gemeinde dem Okres Olomouc-venkov zugeordnet. Im Jahr darauf erfolgte die Elektrifizierung von Luběnice. 1928 entstand die Straße nach Slatinice. Während der deutschen Besetzung erhielt der Ort den deutschen Namen Lubenitz. Ab 1949 gehörte die Gemeinde zum Okres Olomouc-okolí und seit 1961 gehört sie zum Okres Olomouc. 1950 wurde ein Teil des Dorfes kanalisiert. Im Jahre 1970 entstand ein neues Gasthaus, vier Jahre später wurde das Kulturhaus eingeweiht. Im Jahre 1976 wurde Luběnice nach Lutín eingemeindet. 1990 löste sich Luběnice wieder von Lutín los und bildet seitdem eine eigene Gemeinde.

## Gemeindegliederung
Für die Gemeinde Luběnice sind keine Ortsteile ausgewiesen.

## Sehenswürdigkeiten
- Kapelle Mariahilf, erbaut im 18. Jahrhundert, sie wurde im Jahre 2000 saniert
- Kreuz